# 羽生和紀
羽生和紀（はにゅう かずのり、1965年- ）は、日本の心理学者、日本大学教授。

## 略歴
東京都生まれ。1987年日本大学文理学部心理学科卒、89年同大学院修士課程修了、1995年オハイオ州立大学都市計画環境行動学博士課程修了、Ph.D.。日本大学文理学部専任講師、助教授をへて、教授。環境心理学を専門とする。日本環境心理学会元会長，人間・環境学会（MERA）元会長。

## 著書
- 『環境心理学 人間と環境の調和のために』 (ライブラリ実践のための心理学）サイエンス社 2008
- 『心理学の基礎英単語帳 心理学のための英語学習の手引』啓明出版 2011
- 『心理学のための英語論文の書き方・考え方』朝倉書店 2014
- 『心理学を学ぶまえに読む本』 (テキストライブラリ心理学のポテンシャル) サイエンス社 2015

### 共編著
- 『ベーシック心理学』厳島行雄共編 啓明出版 1999
- 『複雑現象を量る 紙リサイクル社会の調査』 (シリーズ<データの科学>  岸野洋久共著 朝倉書店 2001
- 『環境心理学』 (シリーズ心理学と仕事)  編集 北大路書房 2017

### 翻訳
- R.ギフォード『環境心理学 原理と実践』槙究,村松陸雄共監訳 北大路書房 2005-07
- C.R.バートル, A.M.バートル『犯罪心理学 行動科学のアプローチ』監訳,横井幸久,田口真二編訳 北大路書房 2006
- レイチェル・カプラン,スティーブン・カプラン, ロバート・L.ライアン『自然をデザインする 環境心理学からのアプローチ』監訳, 中田美綾, 芝田征司,畑倫子訳 誠信書房 2009

## 論文
- <羽生和紀